# Bernays
Bernays is een geslacht waarvan leden sinds 1933 tot de Belgische adel behoren.

## Geschiedenis
De bewezen stamreeks begint met Leser Beer, ook genoemd Lucien Bernays (1771-1825) die voor het eerst wordt vermeld bij zijn geboorte. De van oorsprong joodse familie is afkomstig uit Weisenau bij Mainz. Zijn zoon Victor Bernays (1809-1883) emigreerde naar Brussel. Zijn kleinzoon Guillaume Bernays (1848-1882), advocaat, werd in de Brusselse Wetstraat vermoord door Léon Peltzer waarop een geruchtmakende en langdurige rechtszaak volgde: de Zaak-Peltzer. Op 14 november 1933 werd een zoon van de laatste, Edouard Bernays (1874-1940), verheven in de erfelijke Belgische adel.
Anno 2017 leefde er nog een mannelijke telg, de ongehuwde chef de famille.

### Wapenbeschrijving
- 1933: In zilver, drie dwarsbalken van lazuur, elk beladen met drie adelaartjes van zilver. Het schild getopt met eenen helm van zilver, getralied, gehalsband en omboord van goud, gevoerd en gehecht van keel, met wrong en dekkleeden van zilver en van lazuur. Wapenspreuk: 'Volonté pour raison' van zilver, op een lossen band van lazuur.

## Enkele telgen
Lucien Bernays (1771-1825)
- Victor Bernays (1809-1883)

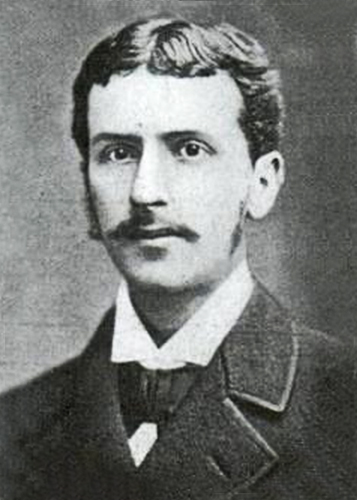
Guillaume Bernays (1848-1882)

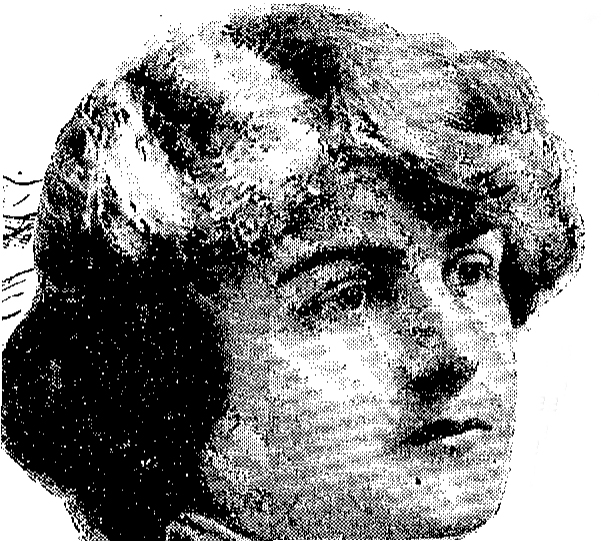
Julie Bernays (1851-1928)

  - Guillaume Bernays (1848-1882), advocaat; trouwde in 1872 met Julie Pecher (1851-1928), journaliste
    - Jhr. Edouard Bernays (1874-1940), advocaat, attaché bij de Koninklijke Musea voor Kunst en Geschiedenis en numismaat
      - Jhr. Pierre Bernays (1898-1992)
        - Jhr. Jean-Pierre Bernays (1920-1997)
          - Jhr. Paul Bernays (1971), chef de famille